# شيغيرو إيشيبا
شيغيرو إيشيبا (باليابانية: 石破 茂، إيشيبا شيغيرو، من مواليد 4 فبراير 1957)، هو سياسي ياباني شغل منصب رئيس الوزراء الخامس والستين لليابان ورئيس الحزب الديمقراطي الليبرالي (LDP) منذ عام 2024، كان عضوًا في مجلس النواب منذ عام 1986 وشغل منصب وزير الدفاع من عام 2007 إلى عام 2008 ووزير الزراعة والغابات ومصايد الأسماك من عام 2008 إلى عام 2009، بالإضافة إلى كونه الأمين العام للحزب الديمقراطي الليبرالي من عام 2012 إلى عام 2014.

## الحياة المبكرة والسياسية
وُلِد إيشيبا في عائلة سياسية، حيث كان والده جيرو إيشيبا حاكمًا لمحافظة توتوري من عام 1958 إلى عام 1974 قبل أن يصبح فيما بعد وزيرًا للداخلية. بعد تخرجه من جامعة كيو، وعمل إيشيبا في أحد البنوك قبل دخوله عالم السياسة بعد وفاة والده. انتُخب إيشيبا لعضوية مجلس النواب في الانتخابات العامة عام 1986 كعضو في الحزب الليبرالي الديمقراطي في سن 29 عامًا.
وبصفته عضوًا في البرلمان، تخصص إيشيبا في السياسة الزراعية وسياسة الدفاع، شغل منصب نائب وزير الزراعة البرلماني في عهد رئيس الوزراء كييتشي ميازاوا لكنه ترك الحزب الليبرالي الديمقراطي في عام 1993 للانضمام إلى حزب تجديد اليابان. بعد الانتقال عبر العديد من الأحزاب والعودة إلى الحزب الليبرالي الديمقراطي في عام 1997، شغل إيشيبا مناصب بارزة مختلفة، بما في ذلك المدير العام لوكالة الدفاع في عهد رئيس الوزراء جونيتشيرو كويزومي، ووزير الدفاع في عهد رئيس الوزراء ياسو فوكودا ووزير الزراعة والغابات ومصايد الأسماك في عهد رئيس الوزراء تارو أسو.